# Индрская волость
И́ндрская во́лость (латыш. Indras pagasts) — одна из 26 территориальных единиц Краславского края Латвии. Граничит с Пиедруйской, Калниешской и Робежниекской волостями своего края, а также Верхнедвинским районом Витебской области Белоруссии. Административным центром волости является село Индра.
В 2018 году в волости проживало около тысячи человек, большинство из них — в волостном центре Индра и в сёлах Вайцулева и Вайводы, расположенных компактно, что облегчало кооперацию в использовании сельхозтехники и других работах. Всего в волости 33 малых населённых пункта.
По национальному составу в посёлке превалируют белорусы (586), также живут русские (180), латыши (123) и 121 представитель других национальностей. В общем составе жителей граждане Латвии составляют 61,1 % (617 человек), остальные — неграждане (383) и иностранцы (10).